# Artur Szałabawka
Artur Lesław Szałabawka (ur. 3 października 1967 w Szczecinie) – polski polityk, urzędnik i samorządowiec, w latach 2014–2015 przewodniczący rady miejskiej w Szczecinie, poseł na Sejm VIII, IX i X kadencji.

## Życiorys
Ukończył socjologię na Uniwersytecie Szczecińskim. Pracował w Żegludze Szczecińskiej, straży miejskiej i urzędzie miasta Szczecina, m.in. jako zastępca dyrektora wydziału. Później został komendantem wojewódzkim Ochotniczych Hufców Pracy.
Był członkiem Ruchu Odbudowy Polski, później wstąpił do Prawa i Sprawiedliwości. W 2005 (zastępując Arkadiusza Litwińskiego), 2006 i 2010 uzyskiwał mandat radnego Szczecina. W 2014 bez powodzenia ubiegał się o urząd prezydenta tego miasta, przegrywając w pierwszej turze. Po raz czwarty z rzędu został natomiast radnym, po czym wybrano go na przewodniczącego rady miejskiej.
Ubiegał się o poselski mandat w wyborach parlamentarnych w 2001 i 2011. W wyborach w 2015 kandydował do Sejmu w okręgu szczecińskim, uzyskując mandat posła VIII kadencji. W wyborach w 2019 z powodzeniem ubiegał się o poselską reelekcję, otrzymując 11 346 głosów. W IX kadencji został członkiem Komisji Administracji i Spraw Wewnętrznych, Komisji Gospodarki Morskiej i Żeglugi Śródlądowej oraz Komisji Obrony Narodowej.
W wyborach w 2023 po raz trzeci z rzędu uzyskał mandat poselski z wynikiem 15 446 głosów. W 2024 z ramienia PiS startował w wyborach do Parlamentu Europejskiego z okręgu nr 13, nie uzyskując mandatu.

## Życie prywatne
Jest żonaty, ma dwie córki. Syn polityk i lekarki Mirosławy Masłowskiej.